# Inゼリー

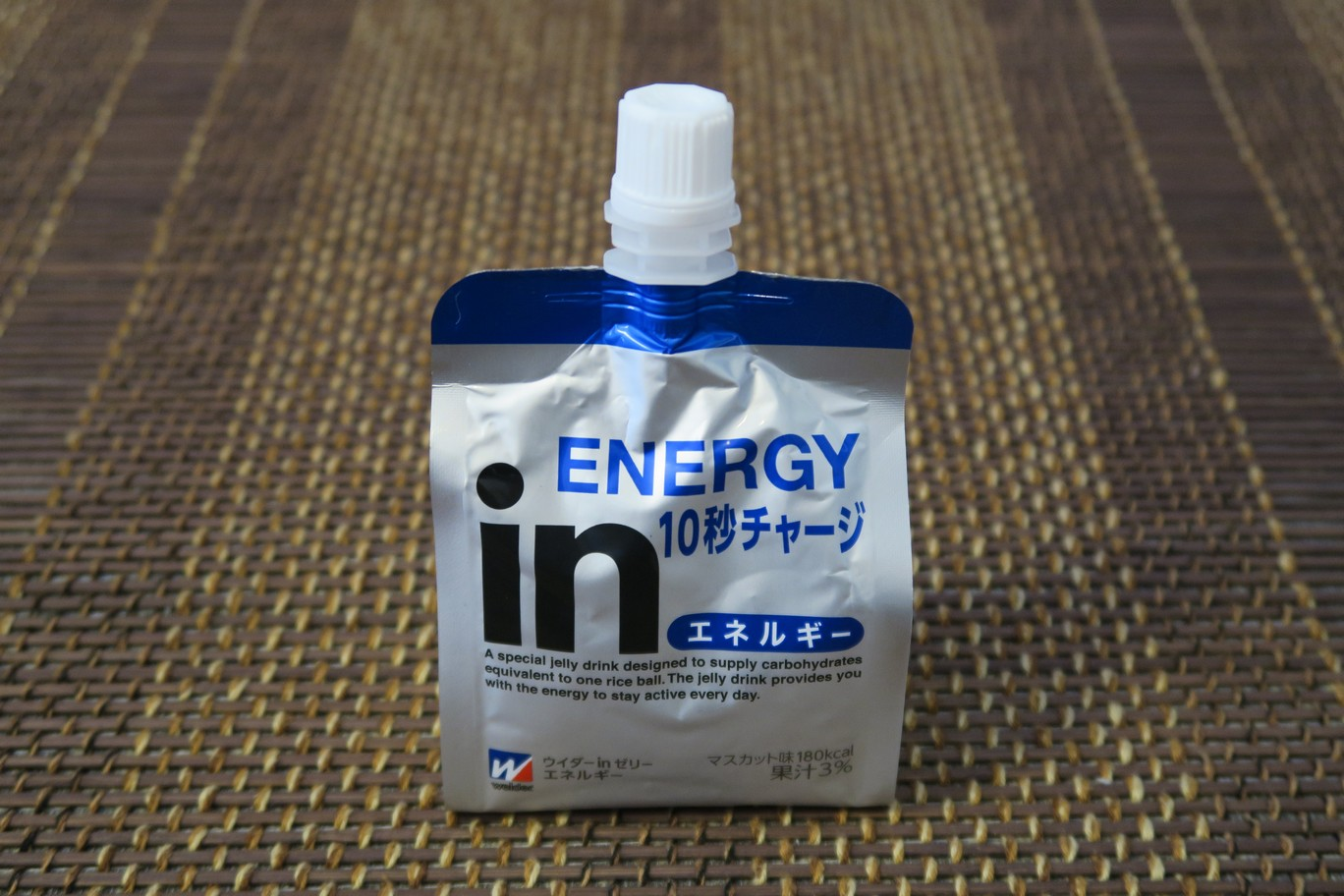
ウイダーinゼリー（エネルギーイン）（写真はウイダーブランド時代のもの。現在は、商品左下のウイダーのロゴが森永のロゴに変更されている。）

inゼリー（インゼリー）は、森永製菓が販売しているゼリー飲料。2018年3月までは、米国ウイダー (Weider) 社の「ウイダー」ブランドを使用した「ウイダーinゼリー」という名称だった。プロテイン等では、ウイダーブランドを継続している。

## 概要
- 「ウイダーinゼリー」として1994年（平成6年）2月1日に発売。「ウイダー」ブランドではあるが、森永製菓の独自開発商品である[1]。
  - 森永製菓は米国のボディビル・ニュートリションを手掛ける企業、ウイダー (Weider Global Nutrition) 社[注 1]と1983年（昭和58年）に業務提携し、ウイダー社ブランドの健康・栄養食品の日本における製造・販売を行っている。
- 商品によってフレーバーや含まれる栄養素が異なる。
- 初期のキャッチコピーは、「10秒チャージ・2時間キープ」、後に「あなたには、あなたの2時間メシ」、2000年代半ば後期では「Power Your Life.」のフレーズであった。現在は「Charge ▶ Go!」（チャージアンドゴー）である。
- 2014年2月、発売20周年を機に大幅リニューアルを発表する[2]。佐藤可士和がプロジェクトに参画、機能性を重視したラインアップをカロリー別に変更するなど大がかりなものであった。それまではパッケージ中央付近に大きく表示されていたカタカナの「ウイダー」の表記はデザイン刷新の際に左下に移動し、文字の大きさは大幅に縮小された。
- 2014年3月に上記リニューアル品を発売するも、販売が失速したことから、同年7月には機能性を重視した名称に戻し、デザインも再度刷新した[3]。ただし、「ウイダー」の表記が元の大きくなる事はなく、再度の刷新でロゴも左下に移動した。
- 2018年3月出荷分から「ウイダー」ブランドの利用を取り止め、商品名が「inゼリー」となった[注 2][1]。既に「ウイダー」の文字及びロゴはパッケージ左下に小さく表記されているのみであったため、森永ブランドへのロゴの差し替えと「ウイダー」の文字を削除したのみでパッケージデザインは大きく変更されていない。これ以前にも、スポンサーを務めボンネットやドアに大きく「ウィダー」のロゴや「ウイダーinゼリー」の文字を掲示していたSUPER GTの18号車が、2014年には登録名こそウイダーのままであるものの「inゼリー」のロゴのみになるなど、「ウイダー」ブランドの利用取りやめは2014年から進められていた。

## ラインナップ
- inゼリー エネルギー（マスカット味）
- inゼリー エネルギー ブドウ糖（ラムネ味）
- inゼリー マルチビタミン（グレープフルーツ味）
- inゼリー マルチビタミンカロリーゼロ（パイナップル味）
- inゼリー マルチミネラル（グレープ味）
- inゼリー プロテイン5g（ヨーグルト味）
- inゼリー フルーツ食感＜もも＞（もも味）
- inゼリー フルーツ食感＜メロン＞（メロン味）
- inゼリー プロテイン15g (パインヨーグルト味)
- inゼリー ローヤルゼリーゴールド（栄養ドリンク味）
- inゼリー ゲーミングゼリー（トロピカルエナジー味 Amazon限定販売）
- inゼリー 成長期サポート＜グレープ＞（グレープ味）
- inゼリー 成長期サポート＜アップル＞（アップル味）
- inゼリー エネルギーレモン（レモン味　夏季限定）
- inゼリー エネルギーフローズン（ライチ味　夏季限定）
- inゼリー 完全栄養（カラメルプリン味　通販限定発売）

### 過去に存在した商品
- inゼリー Clear（ゆずレモン味）
- inゼリー Clear（パッションフルーツ味）

## 派生商品

### inバープロテイン
- ザクザクチョコ
- ザクザクビター
- GOLDオレンジピール＆2種類のナッツ
- GOLDクランベリー＆ストロベリー
- ベイクドチョコ
- ベイクドビター
- ウェファーバニラ
- ウェファー抹茶
- ウェファーナッツ
- ウェファーカフェオレ
- ジュニアプロテイン ココア
- グラノーラ
- グラノーラ チョコアーモンド

### inブランドシリーズ
- inショコラ プロテイン＜クリスピーパフ＞
- inタブレット塩分プラス
- inドリンク プロテイン PET
- in鉄分アイスバー＜プルーンヨーグルト味＞
- inコラーゲンアイスバー＜ピーチ味＞

### 森永乳業(株)の「inPROTEINドリンクシリーズ」
- inPROTEIN ハニー・オレ風味
- inPROTEIN バナナ・オレ風味
- inPROTEIN ミルク風味

## CM出演者
現在
- 櫻井翔（10秒チャージ inじゃない?篇）2015年4月～
- 多部未華子（まるでフルーツ!? 驚きの食感）2022年3月～
- 瀧七海（受験にinゼリー2023篇）

過去
- 向山志穂
- 中田絢千
- 山下智久
- 浅田真央
- 太田雄貴
- ICONIQ（a-nation'10サポート篇）
- 木村拓哉
- 室井滋
- オダギリジョー
- 浜田雅功
- 浜崎あゆみ 2005年頃～
- 中村蒼（プレゼンペースボール篇）
- 夏帆
- 有村智恵
- 松山ケンイチ
- 錦織圭
- 大坂なおみ
- 桜田ひより（受験にinゼリー2019篇）
- 河合優実（受験にinゼリー2020篇）
- 吉田美月喜（受験にinゼリー2021篇）
- 見上愛（受験にinゼリー2022篇）

### CM曲
- AAA「Charge & Go!」(2011年)
- WANIMA「CHARM」（2017年）
- ジャイアントロボ「進め、ジャイアント櫻井」
- WANIMA「ANSWER」（2019年、受験にinゼリー2019篇）
- Mrs. GREEN APPLE「CHEERS」（2020年、受験にinゼリー2020篇）
- sumika「祝祭」（2021年、受験にinゼリー2021篇）
- 緑黄色社会「キャラクター」（2022年、受験にinゼリー2022篇）
- Eve「黄金の日々」（2023年、受験にinゼリー2023篇）